# Кляйне-Ельстер
Кляйне-Ельстер (нім. Kleine Elster) — річка в Німеччині, протікає по землі Бранденбург. Загальна довжина річки — 55,2 км. Висота витоку — 114 м. Висота гирла — 84 м. 